# 折威增七
長蛇座57，又名CD-2610519，HD 130274、SAO 182883、HR 5517，是長蛇座的一颗恒星，视星等为5.77，位于銀經332.88，銀緯29.36，其B1900.0坐标为赤經14h 42m 6.4s，赤緯-26° 29.36′ 38″。